# Coppa della Bosnia ed Erzegovina di pallacanestro maschile
La Coppa della Mirza Delibašić (Kup Mirza Delibašić) di pallacanestro è un trofeo nazionale bosniaco organizzato annualmente dalla Federazione cestistica della Bosnia ed Erzegovina dal 1994. Dal 2000 vi prendono parte anche le formazioni della Repubblica Srpska.

## Albo d'oro
- 1994  Sloboda Tuzla
- 1995  Sloboda Tuzla
- 1996  Sloboda Tuzla
- 1997  Sloboda Tuzla
- 1998  Široki
- 1999  Sloboda Tuzla
- 2000  Borac Banja Luka
- 2001  Sloboda Tuzla
- 2002  Široki
- 2003  Široki
- 2004  Široki
- 2005  Bosna
- 2006  Široki
- 2007  Igokea
- 2008  Široki
- 2009  Bosna
- 2010  Bosna
- 2011  Široki
- 2012  Široki
- 2013  Igokea
- 2014  Široki
- 2015  Igokea
- 2016  Igokea
- 2017  Igokea
- 2018  Igokea
- 2019  Igokea
- 2020  Spars Sarajevo
- 2021  Igokea
- 2022  Igokea
- 2023  Igokea
- 2024  Bosna Royal

## Vittorie per club
| Squadra          | Vittorie | Anni                                                       |
| ---------------- | -------- | ---------------------------------------------------------- |
| Igokea           | 10       | 2007, 2013, 2015, 2016, 2017, 2018, 2019, 2021, 2022, 2023 |
| Široki           | 9        | 1998, 2002, 2003, 2004, 2006, 2008, 2011, 2012, 2014       |
| Sloboda Tuzla    | 6        | 1994, 1995, 1996, 1997, 1999, 2001                         |
| Bosna Royal      | 4        | 2005, 2009, 2010, 2024                                     |
| Borac Banja Luka | 1        | 2000                                                       |
| Spars Sarajevo   | 1        | 2020                                                       |